# 하기노촌 (후쿠이현)
하기노촌(萩野村)은 후쿠이현 뉴군에 있던 촌이다. 현재의 에치젠정의 중부에 해당한다.

## 역사
- 1889년 4월 1일 - 정촌제 시행에 의해 뉴군 하기노촌이 성립하였다.
- 1951년 4월 1일 - 오타촌, 도키와촌의 일부와 합병해, 새로운 오타정이 성립하였다.

## 참고문헌
- 가도카와 일본 지명 대사전 18 福井県